# نیکلاس ژاپن
نیکلاس ژاپن (روسی: Иван Дмитриевич Касаткин؛ اوت 13 [سبک قدیمی: اوت 1] 1836 – ۱۶ فوریهٔ ۱۹۱۲) یک کشیش، راهب، قدیس کلیسای ارتدکس روسی و اهل امپراتوری روسیه بود. او کلیسای ارتدکس روسی را به ژاپن معرفی کرد.